# 前原誠司
前原誠司（1962年4月30日—）是日本政治人物，現任日本維新會共同代表和日本眾議院議員，曾任外務大臣、國土交通大臣、民主黨代表、民進黨代表等職。其有「民主黨之鷹」、「日本的托尼·布萊爾」稱譽。
前原誠司於1991年當選京都府議員，兩年後當選日本眾議院議員。2005年，前原被選為民主黨第5代黨代表，同年發表「中國軍事威脅論」，是該理論在日本政壇的主要倡議者；翌年年初，前原辭去民主黨代表。菅直人於2010年9月改組內閣時，任命前原誠司為外務大臣。

## 簡歷
前原誠司於1962年4月30日於日本京都市左京區出生。前原誠司於1969年入讀京都市立修學院小學校，中學於京都教育大學教育學部附屬京都中學校及京都教育大學教育學部附屬高等學校就讀， 其後就讀於京都大學法學部國際政治學系。1987年前原誠司在被稱為「日本政治家搖籃」的松下政經塾深造。1991年，前原誠司被選為京都府議會議員，成為有史以來最年輕的議員。1993年，他當選為日本眾議院議員。
1996年，前原誠司加入民主黨；1998年成為新的民主黨創黨成員，在該黨不足10年已經升至該黨的領導層。前原誠司於2005年9月以兩票之差擊敗菅直人而被選為日本民主黨第5代黨代表以接替因在眾議院大選中慘敗而引咎辭職的岡田克也； 而日本傳媒視前原誠司為「日本的貝理雅」。
2005年年底，前原誠司以該黨黨代表身份訪問美國華盛頓，在他發表演說時提出「中國威脅論」；及後在12月12日訪問中國時也繼續提出該威脅論，並表示日本有必要採取措施應對以面對中國的軍事威脅；因此，前原誠司訪華時原定和中國國家主席胡錦濤的會面計劃因而取消， 自此被定為「對華強硬派」及稱為「日本最鷹派的政治家」。
2006年2月，由於輕信民主黨議員而在日本國會以偽造的證據批評自由民主黨幹事長武部勤收受巨額賄賂而遭受反擊，前原誠司最後辭去民主黨黨代表一職。2007年8月至2008年4月出任民主黨副代表一職。2009年9月起出任國土交通大臣、日本沖繩和北方領土事務大臣及防災大臣；2010年9月17日，前原誠司在菅直人改組內閣時由國土交通大臣調任為外務大臣； 在其就任外務大臣時強調東海不存在任何的領土問題、表明需要保衛日本固有領土及領海外， 還表示假若中國大陸單方面開採春曉油氣田（日稱為「白樺油氣田」）時，日本定必採取必要措施應對； 另一方面，前原誠司就任外務大臣時，中國大陸傳媒以「凶多吉少」以及「冷戰重現」來形容日中關係。
前原誠司於2010年11月接受北京官方《環球時報》專訪，自稱他「不是鷹派」而是「現實主義者」，「願意作為中國13億人的好友，盡力推進戰略互惠關係」。《環球時報》向他提出了6個問題，涉及日本對華外交、中日經濟交流及關於他本人等方面。前原誠司基本上都作出回答，但他迴避了中日兩國釣魚台撞船危機發生後是否說過中國的態度是「歇斯底里」一事。
2011年3月6日傍晚，因收受外国人政治献金问题，前原诚司宣布辞去外相职务。同年5月10日就任民主黨憲法調查會會長。5月26日就任國會裁判官訴追委員會委員長。8月29日2度競選民主黨代表選舉在5名競選者當中以得票第3位落選，爾後8月31日就任民主黨政策委員會長。
2012年，在野田第3次改造內閣時就任國家戰略擔當大臣、海洋政策擔當大臣、內閣府特命擔當大臣（經濟財政政策、科學技術政策、原子力行政、宇宙政策），爾後第46屆日本眾議院議員總選舉在京都府第2選區代表民主黨候選人角逐競選並當選第2選區眾議員資格，同年隨野田內閣總辭解除内閣府特命擔當大臣職務。
2017年9月1日當選民進党第3任黨代表。前原诚司提出民進黨黨員於眾議院選舉中以小池百合子的希望之黨名義參選這個決定後來導致黨內分裂，部分反對或被拒加入希望之黨的民進黨員決定另組立憲民主黨，或以無黨派姿態參選。選舉後上任不夠兩個月的前原誠司辭去黨代表職務。
2023年11月30日，國民民主黨代表（黨主席）代理執行前原誠司表明，已向國民民主黨提出退黨申請，他將與其他4人組成新政黨「實現教育無償化之會」。
2025年8月5日，由于日本维新会在先前举行的第27届参议员通常选举中表现不佳，前原誠司表示将辞去日本维新会共同代表一职。

## 家庭
前原愛里是前原誠司的太太。由於前原愛里在年幼時曾經在香港生活，因而她的中文程度不錯；1994年和前原誠司結婚。
前原誠司父親是日本京都一家地方法院的事務員；前原誠司就讀初二時，其父負債過多而臥軌自殺，令前原誠司留下陰影。